# Kœur-la-Petite
Koeur-la-Petite – miejscowość i gmina we Francji, w regionie Grand Est, w departamencie Moza.
Według danych na rok 1990 gminę zamieszkiwały 282 osoby, a gęstość zaludnienia wynosiła 14 osób/km² (wśród 2335 gmin Lotaryngii Koeur-la-Petite plasuje się na 767. miejscu pod względem liczby ludności, natomiast pod względem powierzchni na miejscu 169.).